# بلائو ایر
بلائو ایر (به انگلیسی: Belau Air) یک شرکت هواپیمایی است که در ۱۹۸۹ میلادی تأسیس شده‌است. دفتر مرکزی بلائو ایر در کورور، پالائو واقع شده‌است و قطب این شرکت هواپیمایی در فرودگاه بین‌المللی رومن ت‌متچول قرار دارد.